# Karl Wittig
Karl Wittig (ur. 11 listopada 1890 w Berlinie  – zm. 4 września 1958 tamże) – niemiecki kolarz torowy i szosowy i szosowy, brązowy medalista mistrzostw świata.

## Kariera
Największy sukces w karierze Karl Wittig osiągnął w 1923 roku, kiedy zdobył brązowy medal w wyścigu ze startu zatrzymanego podczas mistrzostw świata w Zurychu. W zawodach tych wyprzedzili go jedynie Paul Suter ze Szwajcarii oraz Francuz Léon Parisot. Był to jedyny medal wywalczony przez Wittiga na międzynarodowej imprezie tej rangi. Ponadto zdobył w swej koronnej konkurencji cztery medale torowych mistrzostw kraju, w tym złote w 1920, 1921 i 1926 roku. W 1910 roku został również mistrzem kraju w szosowym wyścigu ze startu wspólnego. Nigdy nie wystąpił na igrzyskach olimpijskich.